# Bullockornis
A Bullockornis a madarak (Aves) osztályának lúdalakúak (Anseriformes) rendjébe, ezen belül a fosszilis Dromornithidae családjába tartozó nem, melynek egyetlen ismert faja a Bullockornis planei.

## Jellemzői
A Bullockornis (magyarul: „ökörmadár”), Ausztrália röpképtelen madara volt, amely körülbelül 15 millió évvel ezelőtt, a középső miocén korszakban élt.
A madár körülbelül 2,5 méter magas és 250 kilogramm tömegű lehetett. A Bullockornis koponyáján hatalmas, éles csőr ült, amely sok kutató szerint ragadozó életmódra utal, azonban az újabb kutatások szerint mégis növényevő lehetett. A madár koponyája nagyobb sok kisebb lófajta koponyájánál. Sok őslénykutató szerint a Bullockornis közeli rokonságban áll a récefélékkel.